# Tatew

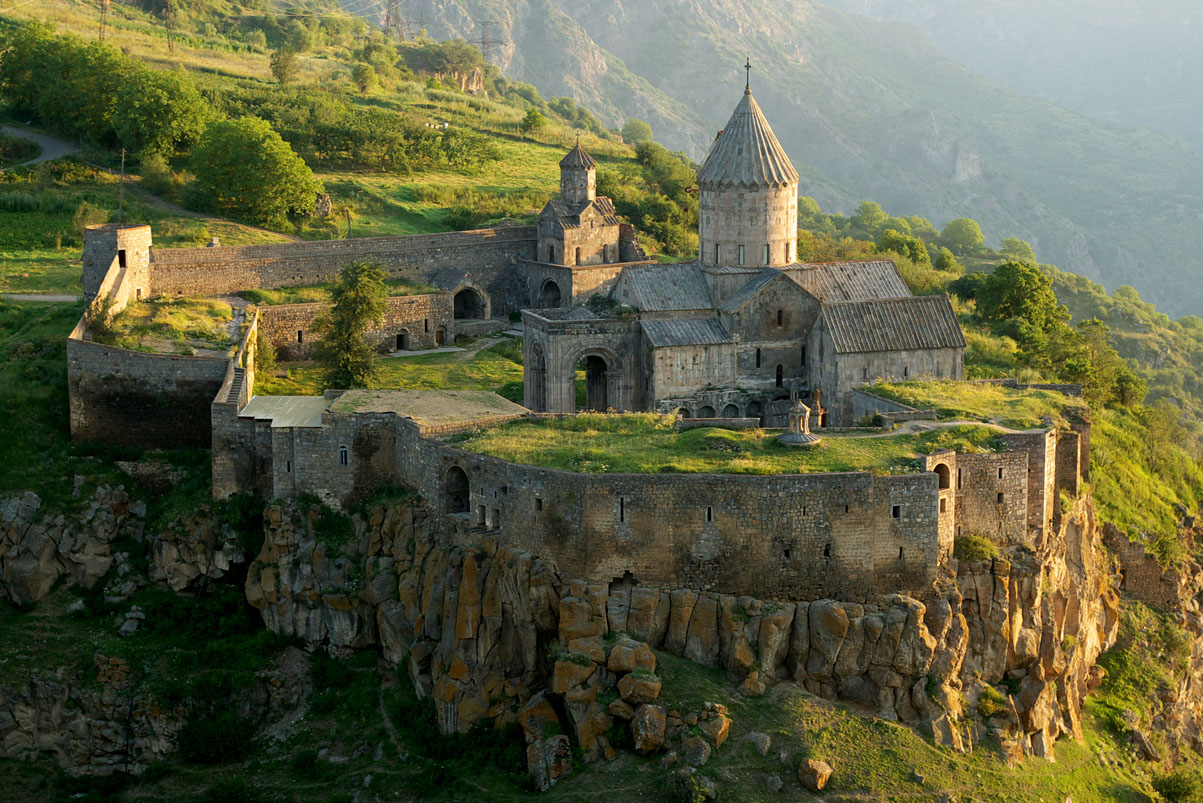
Klasztor Tatew

Klasztor Tatew, położony w marzie Sjunik, niedaleko miasta Goris w Armenii. Założony w roku 815. Najważniejszy kościół, pod wezwaniem św. Piotra i Pawła, był zbudowany w latach 895-906.
Monastyr Tatew i Wielka Pustelnia Tatewska oraz sąsiadujące tereny w dolinie rzeki Worotan są od 1995 roku wpisane na armeńską listę informacyjną UNESCO.